# Tovo di Sant’Agata
Tovo di Sant’Agata – miejscowość i gmina we Włoszech, w regionie Lombardia, w prowincji Sondrio.
Według danych na rok 2004 gminę zamieszkuje 569 osób, 51,7 os./km².